# 169 v.Chr.
169 v.Chr. is een jaartal volgens de christelijke jaartelling.

## Gebeurtenissen

### Italië
- Quintus Marcius Philippus en Gnaius Servilius Caepio zijn consul in het Imperium Romanum.
- In Rome wordt door de Senaat de Romeinse wet Lex Voconia ingevoerd, deze wet bepaalt het erfrecht van de vrouwen.

### Egypte
- Ptolemaeus VI Philometor, zijn zuster-eega Cleopatra II en zijn 13-jarige broer Ptolemaeus VIII Euergetes II regeren gezamenlijk over Egypte. In een co-regentschap blijft Antiochus IV Epiphanes de macht in handen houden.

### Griekenland
- Perseus van Macedonië omsingeld in Thessalië de Romeinen in het Tempedal, de legionairs worden van hun bevoorrading afgesneden.

## Overleden
- Quintus Ennius (~239 v.Chr. - ~169 v.Chr.), Latijnse dichter (70)